# شهرستان الدجیل
شهرستان الدجیل (به عربی: قضاء الدجيل) یک شهرستان‌های عراق در عراق است که در استان صلاح‌الدین واقع شده‌است.